# Atletismo nos Jogos Olímpicos de Verão da Juventude de 2010 - Salto triplo feminino
As provas do salto triplo feminino do atletismo nos Jogos Olímpicos de Verão da Juventude de 2010 foram realizadas nos dias 19 (qualificatória) e 23 de agosto (finais), no Estádio Bishan, em Cingapura. 14 atletas estavam inscritas neste evento.

## Medalhistas
| Ouro   | SWE Khadijatou Sagnia  |
| Prata  | FRA Sokhna Gallé       |
| Bronze | UKR Ganna Aleksandrova |

## Qualificatória
| Pos. | Nome                  | País              | Salto 1 | Salto 2 | Salto 3 | Salto 4 | Total | Notas      | Final |
| ---- | --------------------- | ----------------- | ------- | ------- | ------- | ------- | ----- | ---------- | ----- |
| 1    | Khadijatou Sagnia     | SWE Suécia        | 13.21   | x       | 12.48   | -       | 13.21 |            | A     |
| 2    | Sokhna Gallé          | FRA França        | 12.54   | 12.92   | x       | -       | 12.92 |            | A     |
| 3    | Ganna Aleksandrova    | UKR Ucrânia       | 12.49   | 12.49   | 11.26   | 12.22   | 12.49 |            | A     |
| 4    | Rochelle Farquarson   | JAM Jamaica       | 12.40   | 11.91   | 12.32   | -       | 12.40 |            | A     |
| 5    | Ines Ikić             | CRO Croácia       | x       | 11.88   | 12.37   | 12.02   | 12.37 |            | A     |
| 6    | Anastasiya Baykova    | UZB Uzbequistão   | 11.99   | 11.97   | 12.33   | 12.30   | 12.33 |            | A     |
| 7    | Sandra Raičković      | SRB Sérvia        | 12.30   | x       | x       | x       | 12.30 |            | A     |
| 8    | Ariadna Ramos         | ESP Espanha       | 11.80   | 11.74   | 12.13   | 11.85   | 12.13 |            | A     |
| 9    | Ivonne Rangel         | MEX México        | 11.92   | 12.07   | 11.76   | 11.92   | 12.07 |            | B     |
| 10   | Dovilė Dzindzaletaitė | LTU Lituânia      | 11.23   | 12.00   | x       | 12.01   | 12.01 |            | B     |
| 11   | Julia Dieckmann       | GER Alemanha      | 11.42   | 11.63   | 11.89   | 11.88   | 11.89 |            | B     |
| 12   | Tsai Chia-Lun         | TPE Taipé Chinês  | x       | 11.57   | 11.79   | 11.63   | 11.79 |            | B     |
| 13   | Thị Tươi Nguyễn       | VIE Vietnã        | 11.72   | x       | x       | 11.75   | 11.75 |            | B     |
|      | Valentina da Rocha    | RSA África do Sul |         |         |         |         |       | Não largou | B     |

## Finais

### Final B
| Pos. | Nome                  | País              | Salto 1 | Salto 2 | Salto 3 | Salto 4 | Total | Notas      |
| ---- | --------------------- | ----------------- | ------- | ------- | ------- | ------- | ----- | ---------- |
| 1    | Dovilė Dzindzaletaitė | LTU Lituânia      | 12.21   | x       | 12.25   | 12.40   | 12.40 |            |
| 2    | Ivonne Rangel         | MEX México        | x       | 11.97   | 12.24   | 12.31   | 12.31 |            |
| 3    | Tsai Chia-Lun         | TPE Taipé Chinês  | x       | 11.69   | 11.94   | x       | 11.94 |            |
| 4    | Thị Tươi Nguyễn       | VIE Vietnã        | x       | x       | 11.71   | 11.81   | 11.81 |            |
| 5    | Julia Dieckmann       | GER Alemanha      | x       | 11.60   | x       | 11.62   | 11.62 |            |
|      | Valentina da Rocha    | RSA África do Sul |         |         |         |         |       | Não largou |

### Final A
| Pos.              | Nome                | País            | Salto 1 | Salto 2 | Salto 3 | Salto 4 | Total | Notas     |
| ----------------- | ------------------- | --------------- | ------- | ------- | ------- | ------- | ----- | --------- |
| Medalha de ouro   | Khadijatou Sagnia   | SWE Suécia      | 12.94   | 13.56   | x       | 12.90   | 13.56 |           |
| Medalha de prata  | Sokhna Gallé        | FRA França      | x       | 13.04   | x       | x       | 13.04 |           |
| Medalha de bronze | Ganna Aleksandrova  | UKR Ucrânia     | 12.34   | 12.26   | 12.28   | 12.64   | 12.64 |           |
| 4                 | Rochelle Farquarson | JAM Jamaica     | 12.16   | 12.37   | 12.57   | 12.25   | 12.57 |           |
| 5                 | Ines Ikić           | CRO Croácia     | x       | 12.54   | x       | 12.12   | 12.54 |           |
| 6                 | Ariadna Ramos       | ESP Espanha     | 11.73   | 11.91   | 12.14   | 12.43   | 12.43 |           |
| 7                 | Anastasiya Baykova  | UZB Uzbequistão | 12.17   | 12.39   | 12.03   | x       | 12.39 |           |
|                   | Sandra Raičković    | SRB Sérvia      | x       | -       | -       | -       |       | Sem marca |